# Giuseppe Lorenzo Briati
Giuseppe Lorenzo Briati (Murano, 8 gennaio 1686 – Venezia, 18 gennaio 1772) è stato un vetraio italiano.

## Biografia

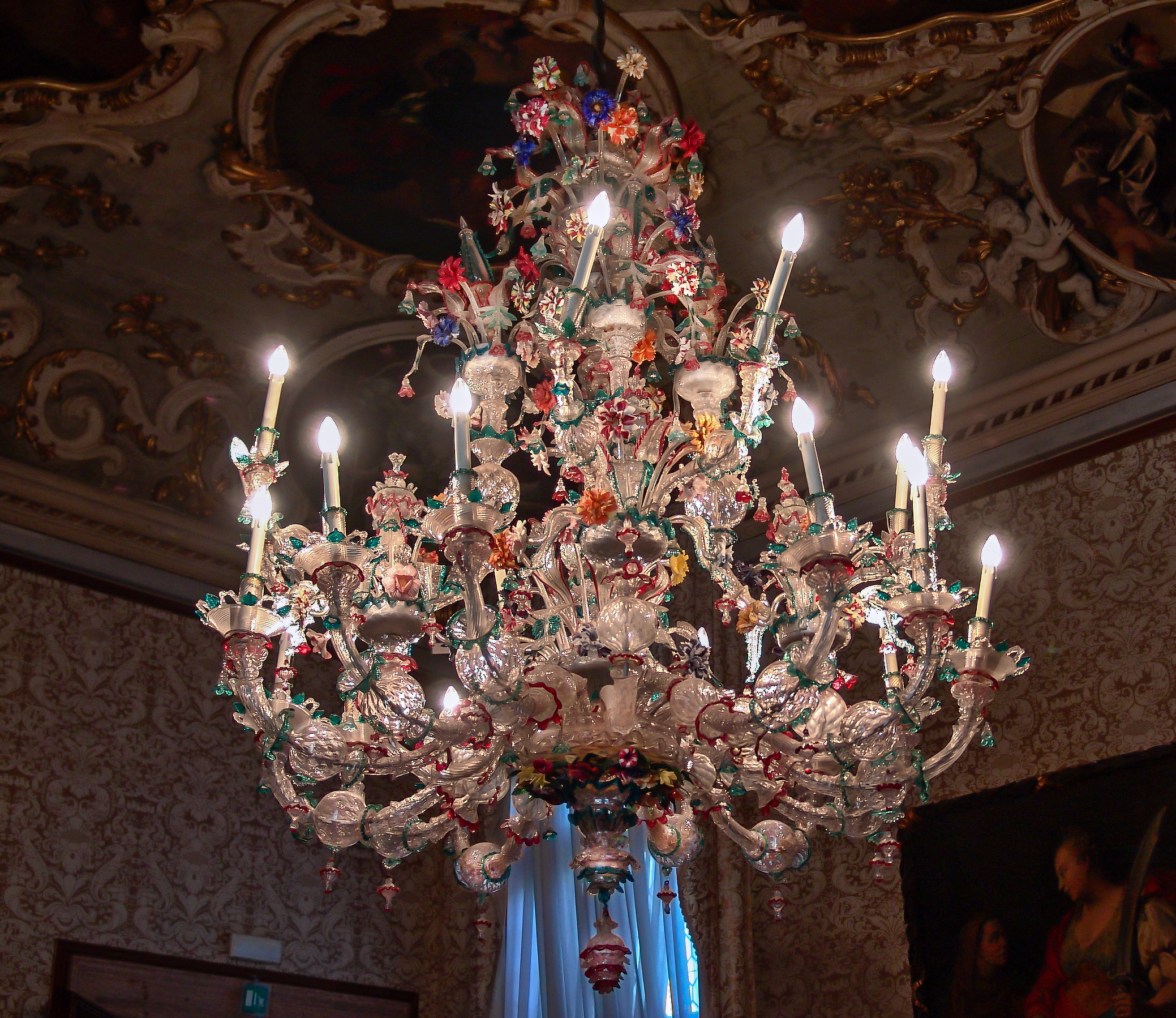
Lampadario in vetro di Murano - Ca' Rezzonico

Figura di primo piano nella vetreria artistica veneziana del Settecento, sostenne con notevole originalità le prerogative della tradizione muranese, contrastando l'invadente concorrenza del neonato cristallo di Boemia, con l'introduzione di un nuovo tipo di vetro "uso cristallo" e con l'invenzione di nuove tecniche decorative.
Nel 1739 aprì a Venezia una vetreria nella quale realizzò una varietà di manufatti in vetro che andavano dagli specchi ai lampadari e ad altri oggetti in vetro decorato.
La sua produzione fu vastissima e varia, spaziando dalle cornici ai lampadari (quelli detti "a pagoda" o "alla cinese", con bracci decorati con fiori policromi), dalle lampade da parete (dette "lumiere" che diverranno l'incontrastata specialità della vetreria veneziana dell'epoca) alle suppellettili da tavola. Moltissimi degli oggetti da lui creati sono ora conservati presso il Museo del vetro di Murano.